# Honda Element
La Honda Element est un SUV lancé en 2002 et restylé en 2006 et en 2008. Ses portes arrière sont dites « antagonistes ». Il s'est vendu exclusivement au Canada et aux États-Unis, où il est assemblé à East Liberty dans l'Ohio. Sa carrière a pris fin en 2011, sans donner lieu à une descendance.

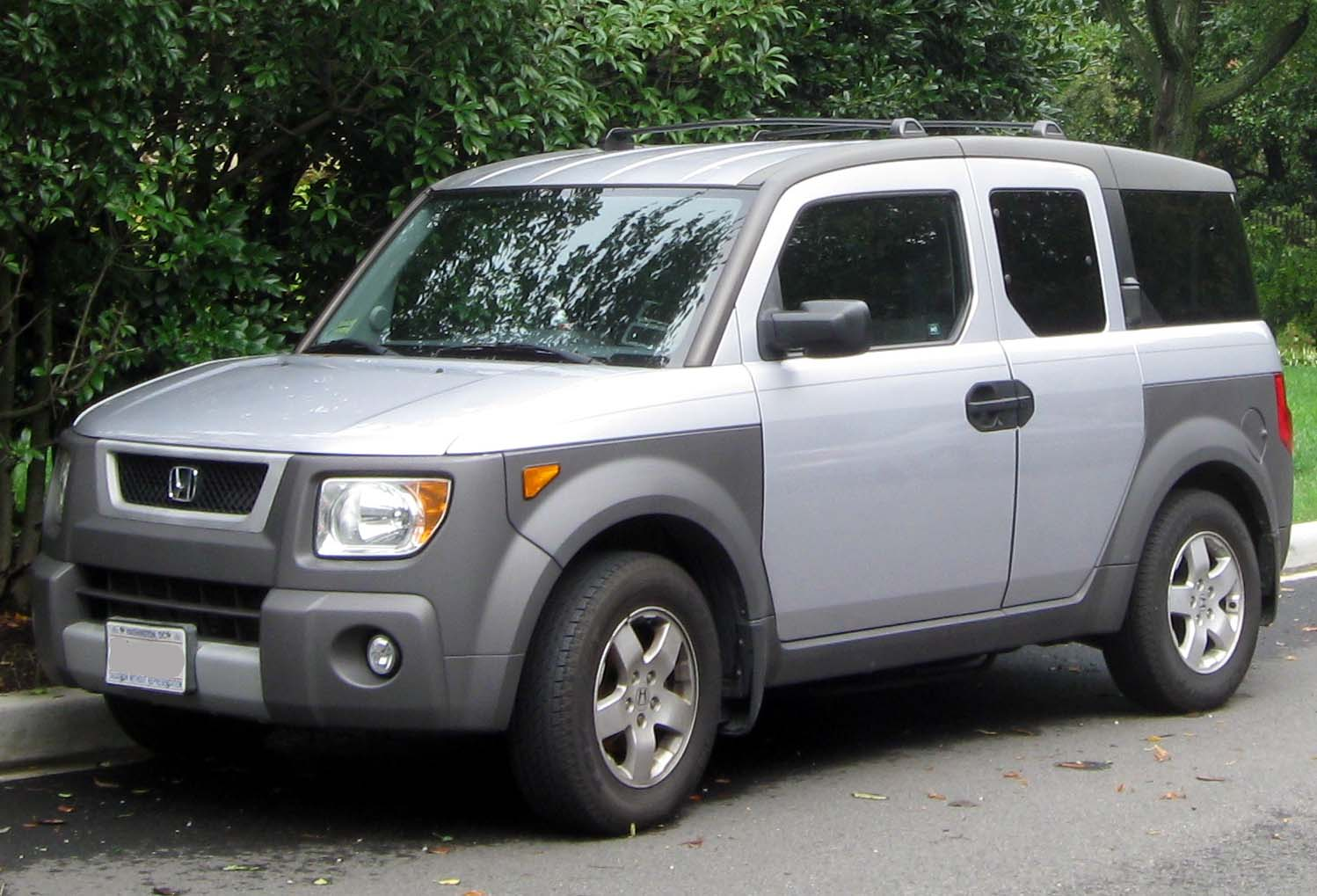
Version 2002 - 2006.